# Желтобровая овсянка
Желтобровая овсянка (лат. Emberiza chrysophrys) — вид птиц семейства овсянковых, обитают в Восточной Сибири.

## Описание
Крупная овсянка длиной 15—16 см, размах крыльев составляет 24—26 см, вес — 20—23 г. Спина коричневато-бурая с тёмными продольными пестринами, надхвостье рыжевато-бурое, крылья и хвост бурые, полоска по темени и весь низ белые, на груди продольные пестрины. Верх и бока головы у самца чёрные. Клюв бурый, светлеющий к основанию подклювья. Ноги светло-бурые. Радужина тёмно-бурая. От других овсянок отличается жёлтой бровью. Самка и молодые птицы бледнее и тусклее. 

## Образ жизни
Образ жизни примерно как у овсянки-ремеза. Любят местность с более-менее выраженным рельефом и избегают равнин. Гнездятся довольно поздно в июне. В отличие от остальных овсянок, гнезда располагают на деревьях, чаще всего на елях, на разной высоте, но обычно не выше 3 м. Гнездовой материал трава, бывает крупная шерсть, корешки, плодоножки мхов. В кладке обычно 4-5 яиц. Их окраска очень светлая, практически белая, с редкими темно-бурыми или черными точками, штрихами, завитками. Размеры яиц 18-22 х 13-16 мм. Насиживают обе взрослые птицы, 11-12 дней. Зимуют, видимо, в Южной и Восточной Азии

## Распространение
Желтобровая овсянка обитает в Центральной Сибири. Вид населяет темнохвойные, хвойные и смешанные леса с небольшими открытыми участками. 

## Питание
Питается семенами и насекомыми.

## Размножение
Гнездо из травы строит на деревьях, чаще всего — на елях, на боковых ветвях деревьев, на разной высоте. В кладке обычно 4—5 светло-серых яиц с редкими тёмно-бурыми или чёрными точками. 